# 霍斯科泰
霍斯科泰（Hoskote），是印度卡纳塔克邦Bangalore Rural县的一个城镇。总人口36333（2001年）。

## 人口
该地2001年总人口36333人，其中男性18861人，女性17472人；0—6岁人口4414人，其中男2325人，女2089人；识字率69.58%，其中男性为74.05%，女性为64.77%。